# Santa Rosa de la Roca
Santa Rosa de la Roca es una localidad de las tierras bajas de Bolivia, ubicada al este del país. Administrativamente se encuentra en el municipio de San Ignacio de Velasco de la provincia Velasco en el departamento de Santa Cruz.
La localidad se encuentra a una altitud de 361 m s. n. m. en la cabecera del río Utubo, que se conecta con el río Mamoré a través del río Negro. El pueblo más cercano es Carmen de Ruíz 41 kilómetros al este de Santa Rosa, las principales ciudades más cercanas son Concepción 82 kilómetros al suroeste y San Ignacio de Velasco 82 kilómetros al sureste de Santa Rosa.

## Geografía
Santa Rosa de Roca está ubicada en las tierras bajas bolivianas en la región de la Chiquitania, una llanura que abarca la ecorregión terrestre bosque chiquitano.
El clima de la región es un clima semihúmedo de los trópicos cálidos. Las temperaturas medias mensuales varían sólo ligeramente a lo largo del año entre 21 °C en junio/julio y 26,5 °C en octubre, siendo casi constante entre septiembre y marzo entre 25 y 26 °C La temperatura media anual es de 24,3 °C
La media a largo plazo de la precipitación anual es de 1150 a 1200 milímetro Tres cuartas partes de las precipitaciones caen en la estación húmeda de septiembre a marzo, mientras que menos de 40 en la estación seca en los meses áridos de junio a agosto mm por mes de caída.

## Transporte
Santa Rosa de Roca se ubica a 424 kilómetros por carretera al noreste de Santa Cruz de la Sierra, la capital departamental.
Desde Santa Cruz, la carretera pavimentada Ruta 4 recorre 57 kilómetros al norte vía Warnes hasta Montero. Unos kilómetros al norte de Montero se encuentra con la Ruta 10, que se dirige hacia el este durante 648 kilómetros y atraviesa las localidades de San Ramón, San Javier y Santa Rosa de la Roca como vía pavimentada. El camino es de tierra los 370 kilómetros restantes vía San Ignacio de Velasco, San Vicente de la Frontera y San Bartolo de la Frontera hasta el poblado fronterizo de San Matías.

## Demografía
La población de la localidad casi se ha triplicado en las últimas dos décadas:
| Año  | Habitantes | Fuente |
| ---- | ---------- | ------ |
| 1992 | 754        | Censo  |
| 2001 | 1 098      | Censo  |
| 2012 | 1 992      | Censo  |